# 傅增淯
傅增淯（？年—？年），字雨农，四川省江安县（今属宜宾市）人。清末官员、诗人。

## 生平
光緒十八年（1892年）壬辰科二甲進士；同年五月，改翰林院庶吉士。光緒二十年四月，散館，授翰林院編修。历官江苏知府。傅增淯工诗，《晚晴簃诗汇》收其诗作二首。
傅增淯与兄弟傅增濬、傅增湘三人皆进士。